# 歌川芳真
歌川 芳真（うたがわ よしざね、生没年不詳）とは、江戸時代の浮世絵師。

## 来歴
歌川国芳の門人。歌川の画姓を称し作画期は嘉永の頃とされるが、その他の経歴や作については不明。